# マックス・プランク賞
マックス・プランク賞（Max-Planck-Humboldt-Forschungspreis）は、ドイツのマックス・プランク協会とアレクサンダー・フォン・フンボルト財団が授与する学術賞。
1990年に設立され、2003年までは生命科学・医学、化学・薬学、工学、数学、人文科学・社会科学、物理学の各部門に授与され、2004年以降は毎年異なるテーマを選定して実施されていた。2018年以降は受賞対象を外国の研究者に限定した、マックス・プランク・フンボルト研究賞（Max-Planck-Humboldt-Forschungspreis）となっている。

## 主な受賞者
- 1990年：村上和雄（生命科学・医学）
- 1991年：ジョン・E・マクマリー（化学・薬学）
- 1991年：田代眞人（生命科学・医学）
- 1991年：ヘルムート・シュヴァルツ（化学・薬学）
- 1992年：ロバート・ワインバーグ（生命科学・医学）
- 1992年：スタンリー・B・プルシナー（生命科学・医学）
- 1992年：ギュンター・ブローベル（生命科学・医学）
- 1992年：ユリウス・ヴェス（物理学）
- 1992年：ブルーノ・ズミノ（物理学）
- 1992年：ダニエル・クレップナー（物理学）
- 1992年：ジャンニ・ヴァッティモ（人文科学）
- 1992年：デイヴィッド・コックス（人文科学）
- 1993年：桑原邦郎（工学）
- 1994年：パウル・クルッツェン（化学・薬学）
- 1994年：マリオ・モリーナ（化学・薬学）
- 1994年：マンフレート・アイゲン（化学・薬学）
- 1994年：S・N・アイゼンシュタット（人文科学）
- 1998年：ラルフ・スタインマン（生命科学・医学）
- 1999年：フレッド・ゲージ（生命科学・医学）
- 2000年：サイモン・ホワイト（物理学）
- 2001年：アレクサンダー・バーシャフスキー（生命科学・医学）
- 2002年：パメラ・ビョークマン（生命科学・医学）
- 2003年：ユルゲン・ヘニッヒ（生命科学・医学）
- 2003年：トーマス・リッセ（人文科学・社会科学）

- 2008年：ロバート・ランガー  受賞テーマ：生体材料
- 2010年：マイケル・トマセロ   受賞テーマ：進化
- 2011年：セバスチアン・スラン 受賞テーマ：知能システム
- 2016年：ボニー・バスラー 受賞テーマ：生物の感覚に関する画期的な研究

## 参照
- Max-Planck-Humboldt-Forschungspreis